# ワイルド・スピード/ジェットブレイク
『ワイルド・スピード/ジェットブレイク』（原題: F9、別題: F9: The Fast Saga、またはFast & Furious 9）は、2021年に公開したアメリカ合衆国のカーアクション映画。監督はジャスティン・リン、脚本はダニエル・ケイシーとリン。「ワイルド・スピード」シリーズの第9作目。
ジャスティン・リンが『ワイルド・スピード EURO MISSION』（2013年）以来の監督に復帰し、一方で『ワイルド・スピードX3 TOKYO DRIFT』（2006年）よりシリーズの脚本を手がけてきたクリス・モーガンは本作から不参加となっている。
公開は何度か延期され、2021年5月19日に世界的に公開、6月25日にアメリカ合衆国で公開、8月6日に日本で公開された。（詳細は後述）

## ストーリー
1989年、ストックカーレースでのドミニクたちの父であるジャック・トレットの事故死から物語の幕が上がる。
『前作』から5年後。ドミニクは前作で故人となったエレナとの間にできた息子ブライアン（リトルB）の良き父となるべくレティと共に社会からひっそりと身を隠し平穏な毎日を過ごしていた。
そんなある日、ドミニク一家をローマン、テズ、ラムジーが訪れ、ただならぬ様子でドミニク達に動画を見せる。そこにはミスター・ノーバディが何者かに襲撃され、救難信号を送る様子が映し出されていた。
ローマンらの説明によれば、ノーバディはある積荷を空路で輸送していた際、襲撃を受けモンテキントへ墜落。その積荷であるデジタル装置のパーツを回収する任務を受けたが、そこは敵対する軍が支配する地域のため慎重を要するものだった。平穏を望むドミニクは一度は残ることを宣言し、レティのみ出発させるが、息子を寝かしつけ動画を再度見直していたドミニクはある事に気づく。ノーバディを襲った人物にトレット家の証であるデザインの十字架らしきものが写っていたのだった。これが家族の因縁に繋がるものと確信したドミニクは改めてチームと合流し、モンテキントへと向かう。
墜落した飛行機にはノーバディはおろか誰一人いない様子だった。ドミニク達は不審に思いながらも残骸から積荷の回収に成功するが、直後軍隊に襲われる。地雷原を駆け抜け、国境近くまで辿り着くが新たな勢力の攻撃を受けパーツを落としてしまい、直後に現れた人物に横取りされてしまう。その人物はドミニク、ミアの実兄弟であるジェイコブだった。
ジェイコブはドミニクとの激しいカーチェイスの末に搭乗するフォード・マスタングごと崖へと飛び込むものの直後現れた磁力付き戦闘機に収容され飛び去ってしまい、残されたドミニクとレティの搭乗するダッジ・チャージャーが標的になるがドミニクの機転で国境を越え危機を脱することができたのだった。
ドミニクとジェイコブの間には、ジャックの事故死の原因となった人物を殴ったことによって収監されていた際に失火を起こす手段について刑務所で知ったドミニクがジェイコブがジャックを故意に殺害したと考え刑を終えて出た後に再会しジェイコブをストリートレースで敗北・街から追放させたという過去があった。それからジェイコブは某国元首の息子であるオットー、そしてドミニクの過去の敵であったサイファーと手を組んでいたのだった。
実の弟との再会に動揺をしつつもジェイコブを追跡するドミニクとファミリーはカスピ海にあるノーバディの基地にてミアと合流する。そこでラムジーからデジタル装置の正体が世界中のコンピュータをハッキング可能な電子機器「アリエス」であること、これが悪の手に渡れば世界滅亡の危機が訪れることを危惧したノーバディの手により二分割していたことが語られるとともに、ノーバディの足取りを探っていたテズの口からハンが一件に関わっていることが語られる。
ジャックの相棒であったバディと再会したドミニクは彼の口からジェイコブを追えばどちらかが倒れることとなること、過去と折り合いをつけ平穏に暮らしたほうが良いことを説かれたうえでジェイコブがロンドンにいることを告げられる。その後ロンドンにて宝飾品盗難を済ませたばかりのクイーニー・ショウと再会したドミニクは彼女のドライブするノーブル・M600の助手席に乗せられ彼女から情報を得るとともにオットーとジェイコブのいる大使館へと連れていかれる。そこでジェイコブと一触即発状態となったドミニクはオットーの外交官権限で確保されるも突入部隊の正体はドミニクと親交のあるレイサをはじめとする軍事組織であったことから事なきを得る。
一方、ローマンとテズはドイツ・ケルンにおいてかつて東京でハンと行動を共にしその後ロケットエンジン研究の道を歩んだショーン、トゥインキー、アールと合流しそこでポンティアック・フィエロを用いた実験を目にするも成功したと思った刹那に爆発・炎上したことで不安に駆られるも任務に使える車両を用意するよう要請する。
ハンの手がかりを求めて東京へ訪れたレティとミアはハンの自宅を見つけた刹那襲撃を受ける。そこで遭遇した少女・エルとの共闘して対抗するも取り囲まれ窮地に陥るが、ハンの狙撃により事なきを得たのだった。
エディンバラ。ローマンとテズが偶然電磁石を積んだトラックを発見し、その後オットーを発見したラムジーはオットーを追うためにローマンとテズを荷台に載せたトラックを未熟な運転で路上車両に追突したり磁石のスイッチを誤操作したりしつつもオットーが駆けるジャガー・XEに追突して足止めに成功する。一方ドミニクはジェイコブを発見し追いつくと服飾店やロンドンバス上で格闘を繰り広げやがてラムジーの運転するトラックの荷台に到達するも驚いた拍子にラムジーがブレーキを踏んだ際に道路上に転落したジェイコブが駐車されていたトヨタ・GT86を奪い逃走するが、ラムジーが磁石を起動し車両ごとジェイコブを確保したのだった。これに業を煮やしたオットーは金に物を言わせ武力増強をはかるが、それを見たサイファーからはヨーダのような操り人形だと言われるのだった。
基地にてファミリーとの再会を喜ぶハンは、ジゼルとの死別の後に彼女が行きたがっていた東京で楽しく暮らしていた最中にかつてジゼルの上司だったノーバディと遭遇したこと、彼からの任務で科学者の家から「アリエス」のパーツを奪取する際に科学者夫妻の娘かつ「アリエス」のキーであるエルを他にも狙う部隊から救出し守ってきたこと、ノーバディの腕利きの部下の裏切りに際してデッカードの襲撃を利用し死を偽装したことを告げる。その直後にオットーの部隊がジェイコブとエルを奪還するとノーバディの部下がジェイコブであることとノーバディがドミニクに接触したのはその兄であること、そして借金を帳消しするためにレースでジャックがジェイコブに細工を求めていたことが語られる。オットーとジェイコブがエルを連れて去った後にドミニクの機転でテズが磁石を起動させその隙をついてファミリーは逃走をはかるも追いつかれたことでドミニクは他のファミリーに累が及ばぬよう一人で部隊に立ち向かい自身もろとも水底に沈めたのだった
ドミニクは水底で、幼いころにジェイコブと共にジャックから1970年式ダッジ・チャージャーを前に家族の絆を説いてもらったこと、ジャックが電話で八百長を持ち掛けられる様、ジェイコブがジャックに細工するよう言われて実行する様、ジェイコブがストリートレースでドミニクに敗北して追放され悲痛の叫びを浮かべる様を回想していた。やがてドミニクはレティに救出され彼がいなくなったら彼女の生きる意味が失われることを諭される。
ジェイコブ達の企みを阻止するため、ローマンとテズがショーン達の協力を経て以前から改善したフィエロで宇宙に突入し、トビリシではドミニクとレティが磁石を駆使して部隊を片付けながらハンとミアがエルを救出する。一方オットーからアップリンクの調子がおかしいと言われ上がって調子を見に行ったジェイコブはそこでオットーからサイファーと手を組んだことを告げられ車両上でオットーの部下のスーと格闘となり窮地に陥るも、それに気づいたドミニクとレティの援護に加えてミアからエル救出に用いたトヨタ・GRスープラを譲られその場を後にする。エルが装甲車を攻撃するもびくともしないことから2台の車両で挟んでひっくり返すことをドミニクが提案するもなかなか割り込めない状況にあったが、そこに事態を把握したジェイコブが戻ってきてドミニクと協力、GRスープラを大破させながらもひっくり返すことに成功した。
衛星を発見したローマンとテズは磁石を起動させようとするも発射時の衝撃でケーブルがダメになったことから直接追突して破壊することをローマンが提案し実行させたことで衛星の阻止に成功したのだった。一方でひっくり返した装甲車にドミニクが乗り込んだ刹那サイファーの操縦する戦闘機が現れる。攻撃をかわしつつドミニクは装甲車を操作し戦闘機に追突させて破壊する。
ドミニクのもとに到達したジェイコブはエディンバラやトビリシで用いられた1968年式ダッジ・チャージャーのキーを返そうとするが、そこでドミニクはジャックが完璧な人間ではなかったとはいえ兄弟を愛してくれていたこと、1作目においてブライアンがA80型トヨタ・スープラを譲ってくれたことが再起に繋がったことを説いてキーを託したのだった。ミアと抱擁を交わした後ジェイコブはチャージャーに乗ってその場を後にしたのだった。
全てが終わった後、サーキットにてドミニクはリトルBにジャックのことを語ると共に、逮捕される前にジェイコブを励ました時のことを回想したのだった。その後、家でのパーティにおいてハンはショーン達との再会を喜ぶと共にエルを紹介し、レティはリトルBにエレナのことを語り、そして青いBNR34型日産・スカイラインGT-Rが家に向かうところで終了する。
ミッドクレジットではデッカードがデータを盗んだ男を入れたサンドバッグを殴っているところにハンが訪れデッカードが驚く。

## 登場人物
ドミニク・トレット
かつてはロサンゼルスを拠点にトラック強盗団を率いていた男。運転技術が非常に高く、また戦闘術にも長けており、魅力的なカリスマ性も兼ね備えている。
今作では、前作『ICE BREAK』で死亡した元恋人・エレナ（演 - エルサ・パタキー）との間に出来た息子・ブライアン（以下、リトルB）、妻・レティと静かな生活を送っていたが、かつての敵・サイファーと手を組んだ実弟・ジェイコブの計画を阻止するため、再び戦いへと身を投じることとなる。今作で青年期、幼少期のドミニクが登場するが、幼少期を演じたヴィンセント・シンクレアはドミニク役であるヴィン・ディーゼルの実の息子である。
レティ・オルティス
ドミニクの妻。かつてはドミニクや仲間たちと共にトラック強盗を行っていた。運転技術や戦闘能力が高く、今作ではバイクを使ったアクションも見せる。
血の繋がりはない息子・リトルBを実の息子のように大切にしている。
ミア・トレット
ドミニクの妹であり、ドミニク達のファミリーであるブライアン・オコナー（演 - ポール・ウォーカー）の妻。兄・ドミニクに似て運転技術が高く、今作では敵との戦闘も見せる。
第2子妊娠後は家族で平穏な暮らしを送っていたが、もう1人の実兄・ジェイコブの計画を阻止するため、レティに呼ばれ再びファミリーと戦いに身を投じる。
ローマン・ピアース
ブライアンの親友でテズとも長年の付き合い。
今作でもコメディ・リリーフ的なポジションは健在で、テズとは違い出たとこ勝負な行動を頻繁に起こすが、それが結果として事態の打開に繋がることも珍しくない。
相変わらず不遇な目に遭っているが、その度に悪運の強さと運転の腕の良さで切り抜けている。ショーンらが開発したロケットエンジンカーを見せられた際には戸惑い見せていた。
テズ・パーカー
ブライアン、ローマンの仲間。
電子機器の扱いに長けており、ローマンとは対照的に数字と計画性を重視する。今作でも基本的にローマンと行動を共にしており、ローマン同様ロケットエンジンカーを見せられた際には戸惑いを隠せないでいた。
ラムジー
過去にドミニク達に命を救われ、以降ファミリーの一員となった若き凄腕ハッカー。
今作では無免許ながらトラックの運転もしており、ドミニクらをアシストする。また今作のほとんどのシーンでは、トレードマークだったアフロを編み込みボクサーブレイズになっている。
ハン・ルー
かつてドミニクらファミリーと共に数々の修羅場をくぐり抜けてきた男。ジゼルを喪い、共に過ごすはずだった東京へ独り活動の場を移し無気力な日々を送る中、ミスター・ノーバディが接触。ある任務を依頼され、その過程でエルを保護する。
第3作『TOKYO DRIFT』で、デッカード・ショウにより殺害されたと思われていたが生き延びており、ミスター・ノーバディの計らいにより長年死を偽装して行方をくらませていた。自ら出した絵葉書を頼りに東京で情報収集していたレティ、ミアと再会し、エルと共にドミニクらと再び合流する。
今作ではトレードマークだったロングヘアをバッサリ切ってショートヘアに変更されている。また、今作でハンが口にしているスナックは亀田製菓の柿の種である。
エル
東京で情報収集をしていたレティとミアの前に現れたアジア系の少女で、その両親は今作の鍵となるアイテム『アリエス』の開発に関わっていた科学者。
幼少期に両親をアリエスを狙う勢力による暗殺で亡くしており、本人も巻き込まれるところだったが偶然により難を逃れている。彼女自身もアリエスの鍵の一つであり、今後も狙われるだろうと察知したハンに保護され、彼から生き延びるための知恵と格闘術を教わる。
ジェイコブ・トレット
ドミニクの実弟でミアの実兄。父ジャックの死の秘密を握っている。父の死にジェイコブが関わっている事を知ったドミニクとの賭けレースに敗北し、トレット家から追放された事を長年恨んでいた。
兄ドミニクに負けない運転技術や格闘センスを持ち、影の世界で活動している。オットー、サイファーと手を組み、世界中のコンピュータを制御できるデバイス『アリエス』を盗み世界征服を目論む。
サイファー
前作『ICE BREAK』で初登場したドミニク達の最大の敵であり、ラムジーをも凌ぐ世界で最も危険なハッカー。ミスター・ノーバディに捕まったものの『アリエス』を狙うジェイコブによって救出されオットーの元で半ば幽閉されているが、余裕の態度を見せる。
今作ではドミニクの実弟・ジェイコブと手を組み、『アリエス』を奪取し世界を征服しようとする。
オットー
ジェイコブやサイファーと手を組み、『アリエス』を奪取しようと目論む秘密工作員。
某国国家元首の息子でもあり、その後ろ盾による有り余る資金で私設軍隊を持ち、『アリエス』を奪取して世界のトップに立とうとする。『スター・ウォーズ』が好きなのか、自らを "ルーク・スカイウォーカー" や "ハン・ソロ" のようなものだと嘯く。
マグダレーン・“クイーニー”・ショウ
ドミニク達のかつての敵、オーウェン・ショウ、デッカード・ショウ、およびスピンオフ作品『スーパーコンボ』にてルーク・ホブス（演 - ドウェイン・ジョンソン）が手を組んだハッティ・ショウ（演 - ヴァネッサ・カービー）の母親。
前作までは刑務所に収監されていたが、『スーパーコンボ』ラストでのショウ兄妹の計らいによって出所している。手癖の悪さは健在で劇中では高齢ながら華麗な盗みとドライビングテクニックを見せる。また大金と引き換えに大量の武器をジェイコブ達に提供したことが本人の口から明かされる。かつては息子達の仇としてドミニクを憎んでいたが今ではお気に入りであると本人に語っている。
ミスター・ノーバディ
アメリカ政府の秘密工作員のリーダーであり、過去に何度もドミニク達と協力しサイファーの計画を阻止してきた人物。
サイファーと「アリエス」の半分を輸送中、ジェイコブに襲われ乗っていた機がモンテキントに墜落。ローマン達にのみ秘密暗号で救難信号を送った後行方知れずとなっている。
ショーン・ボズウェル
第3作『TOKYO DRIFT』の主人公であり、ハンの弟子。
東京を牛耳る『D.K.（ドリフトキング）』の座についている若き走り屋。今作ではアール、トゥインキーらと密輸業の傍らロケットエンジンカーを開発中で、メカニック担当。尋ねてきたテズ、ローマンに協力する。また飛行機の操縦もでき、終盤でロケットエンジンカーで宇宙に旅立つテズとローマンをサポートした。
アール
ハンやショーンの仲間。ロケット科学者。
ショーン達と共にロケットエンジンカーをテズ達に見せ、自慢する。
トゥインキー
ハン、ショーン、アールの仲間。お調子者でコミュニケーション能力に長けており、その能力を活かして様々な商品を売り、車をカスタマイズする資金に充てている。
ショーン達と共にロケットエンジンカーを開発する。
マイケル・スタジアック捜査官
第4作『MAX』、第6作『EURO MISSION』に登場した、ブライアンのFBI時代の同僚。過去にブライアンから度々受けた殴打の跡が今も顔に残っている。モンテキントでの任務を終えたドミニク達をカスピ海へと送り届ける。日本製の胃薬をエナジードリンクに混ぜるという独特な服用をしている。
リコ・サントス
第4作『MAX』にて初登場し、相棒のテゴ・レオとのお調子者2人組のうちの1人でドミニク達と共にガソリン強奪を行っていた。今作ではレオ共々ドミニクとは若い頃からの刑務所仲間だった事が判明する。また、今作にレオは登場していないが、ブルックリンでレストランを経営し繁盛させているとサントスの口から語られる。
レイサ
ロンドンにてオットーが主催するパーティーに出席していた女性。第4作『MAX』にてドミニクやレティ、ハン達と共にガソリン強奪を行っていたカーラ・マーサ（演 - ミーシャ・ミッシェル）の妹であり、女性のみで結成された軍事組織を率いている。
ジャック・トレット
ドミニク、ジェイコブ、ミアの父親。故人。
生前はストックカーレーサーとして活動していた。家庭では日曜礼拝の後必ずバーベキューを開いたり、毎晩ミアの宿題を手伝いつつ次の単元の予習をしていたりと、良き父親だった。しかし1989年シーズン最後のレースで、ケニーの妨害を受け時速120マイルで壁に激突、爆発炎上し死亡してしまう。
バディ
ジャックのピットクルー兼メカニック担当。
ジャックの死、及びドミニクの逮捕後、ジェイコブの世話をしていた。
ケニー・リンダー
元ストックカーレーサーであり、ドミニク達の父・ジャックを死に追いやった張本人。
1989年、前述のレースでジャックの車に対し執拗な妨害の末バンパーに衝突しコースアウトさせ、悲惨な事故を招いた。しかし当人は一切の責任を負わなかったばかりか咎めに来たドミニク達を挑発したため、激怒したドミニクにレンチで殴打された。その結果左顔面に重傷を負いレースができなくなり引退。その後は地元の高校で管理人の仕事をしている。
デッカード・ショウ
かつてのドミニク達の敵であり、ハンを事故死に見せかけて殺害しようとした人物。元MI6エージェント。
「トレーニング中」に尋ねてきた客人を迎えようとドアを開けるとそこにはハンが待ち受けており今作はここで幕が下りる。
今作ではミッドクレジットシーンでの登場のためエンドロールではクレジットされていない。
ブライアン・オコナー
ドミニク達のファミリーであり、ミアの夫。およびドミニクの義理の兄弟。
第7作『SKY MISSION』での任務を最後に第一線から退き、家族と平穏な生活を送っている。
終始姿こそ登場はしないものの、ミアがファミリーとともに任務を遂行している間、自身は家に残り2人の子供とリトルBを預かり世話をしていることが劇中のミアとレティの発言から明らかになる。ラストはブライアンの運転する青のR34型スカイラインGT-Rが、再建中のドミニクの自宅に到着するところでエンディングとなる。

## キャスト
| 役名                                 | 俳優                                     | 日本語吹き替え |          |
| 役名                                 | 俳優                                     | 劇場公開版     |          |
| ------------------------------------ | ---------------------------------------- | -------------- | -------- |
| ドミニク・トレット                   | ヴィン・ディーゼル                       | 楠大典         |          |
| ドミニク・トレット                   | ヴィニー・ベネット（若い頃）             | 楠大典         |          |
| ドミニク・トレット                   | ヴィンセント・シンクレア（少年時代）     |                |          |
| レティ・オルティス                   | ミシェル・ロドリゲス                     | 甲斐田裕子     |          |
| レティ・オルティス                   | アズィア・ディネア・ヘイル（若い頃）     | 池田美優       |          |
| ミア・トレット                       | ジョーダナ・ブリュースター               | 園崎未恵       |          |
| ミア・トレット                       | シエナ・アグドン（若い頃）               |                |          |
| ローマン・ピアース                   | タイリース・ギブソン                     | 松田健一郎     |          |
| テズ・パーカー                       | クリス・“リュダクリス”・ブリッジス       | 渡辺穣         |          |
| ラムジー                             | ナタリー・エマニュエル                   | 坂本真綾       |          |
| ハン・ルー                           | サン・カン                               | 川島得愛       |          |
| エル                                 | アンナ・サワイ                           | アンナ・サワイ |          |
| エル                                 | チャン・ジュジュ（幼少期）               |                |          |
| ジェイコブ・トレット                 | ジョン・シナ                             | 中村悠一       |          |
| ジェイコブ・トレット                 | フィン・コール（若い頃）                 | 中村悠一       |          |
| サイファー                           | シャーリーズ・セロン                     | 田中敦子       |          |
| マグダレーン・“クイーニー”・ショウ   | ヘレン・ミレン                           | 沢田敏子       |          |
| ミスター・ノーバディ                 | カート・ラッセル                         | 大塚芳忠       |          |
| ショーン・ボズウェル                 | ルーカス・ブラック                       | 浪川大輔       |          |
| アール                               | ジェイソン・トビン                       | 下野紘         |          |
| トゥインキー                         | バウ・ワウ                               | 木村昴         |          |
| マイケル・スタジアック捜査官         | シェー・ウィガム                         | 丸山壮史       |          |
| リコ・サントス                       | ドン・オマール                           | 原語流用       |          |
| リコ・サントス                       | オズナ（若い頃）                         |                |          |
| テゴ・レオ（若い頃）                 | セレド                                   | 原語流用       |          |
| レイサ                               | カーディ・B                              |                |          |
| ジャック・トレット                   | J・D・バルド                             | 坂詰貴之       |          |
| ヴィンス（若い頃）                   | カーソン・カーン                         |                |          |
| ジェシー（若い頃）                   | イグビー・リグニー                       |                |          |
| バディ                               | マイケル・ルーカー                       | 菅生隆之       |          |
| ケニー・リンダー                     | ジム・バラック                           | 丸山壮史       |          |
| スー                                 | マーティン・フォード                     |                |          |
| オットー                             | トゥエ・アーステッド・ラスムッセン       | 神谷浩史       |          |
| ジゼル・ヤシャール（回想／映像流用） | ガル・ガドット                           | 東條加那子     |          |
| デッカード・ショウ                   | ジェイソン・ステイサム（ノンクレジット） | 山路和弘       |          |
| 翻訳                                 |                                          | 松崎広幸       | 松崎広幸 |

その他日本語吹き替え
赤坂柾之、内野孝聡、木村香央里、斎藤寛仁、白石兼斗、鳥越まあや、中村和正、廣田悠美、藤井隼、綿貫竜之介

## 登場車種

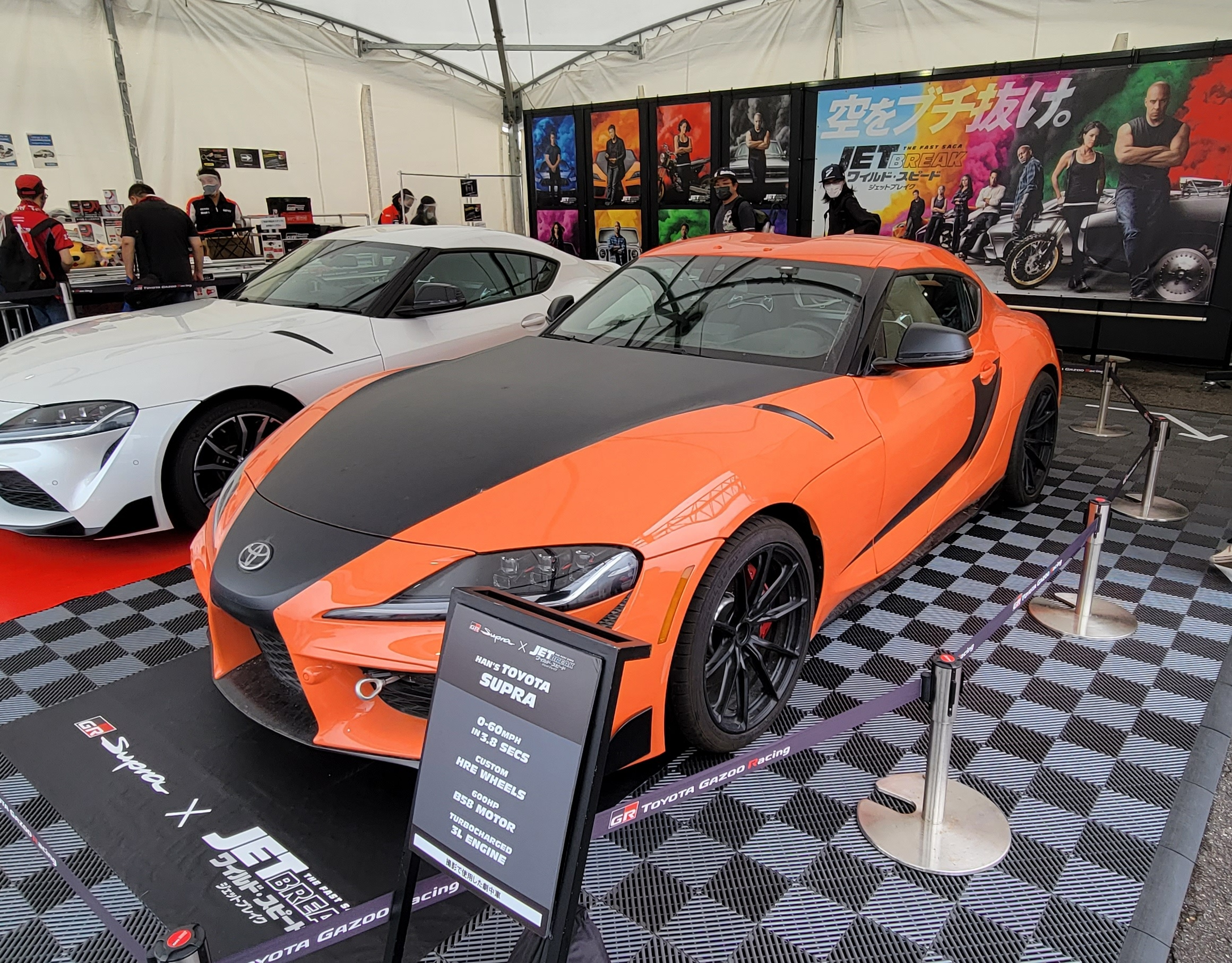
劇中で使用されたトヨタ・スープラ

クライスラー
ジープ・グランドチェロキー トラックホーク 2018年式
ボディーカラーはグレー。テズ、ローマン、ラムジーが搭乗し、冒頭にてドミニクの自宅を訪ねる。
ジープ・グラディエーター 2018年式
ボディーカラーはシルバー。モンテキントにてテズ、ラムジーが搭乗。
ダッジ・チャージャー SRTヘルキャット ワイドボディ 2020年式
ボディーカラーはブラック。モンテキントにてドミニクが搭乗。
ダッジ・チャージャー 1968年式
ボディーカラーはブラック。エディンバラ、トビリシにてドミニクが搭乗。アメリカのチューニングショップ・スピードコア(SpeedKore)が手掛けた「へレイシャス」と呼ばれるカスタムカーで駆動方式をミッドシップに改造されており、6.2リッターのV8HEMIエンジンを搭載。ワイドフェンダーで車体を低く見せている。トビリシではエンジン周辺（荷室）に敵から奪取した強力なマグネット装置を搭載している。
冒頭のドミニクの自宅ではシリーズ恒例の1970年式の個体、スピードコアが手掛けた「タントラム」仕様の個体も登場している。
また回想シーンにて1966年式も同じくドミニクが搭乗（持ち主はバディ）。ボディーカラーはシルバー。
ダッジ・チャレンジャー SRT ヘルキャット ワイドボディ
ボディーカラーはレッド。ラストのロサンゼルスのシーンにて再建中のドミニクの自宅前に停車している。
フォード
フォード・マスタングGT350 2016年式
ボディーカラーはブルーに白いストライプが描かれている。モンテキントにてジェイコブが搭乗。
フォード・マスタング 1992年式
ボディーカラーはブル－。回想シーンにてジェイコブが搭乗。続編のファイヤーブーストでも同一の個体が登場している。
フォード・フェアレーン 500 1967年式
ボディーカラーはスカイブルー、一部はゴールドに塗装されている。ラストのロサンゼルスのシーンにて再建中のドミニクの自宅前に停車している。
フォード・GT 2017年式
ボディーカラーはブラック。ラストのロサンゼルスのシーンにて再建中のドミニクの自宅前に停車している。
GM
ポンティアック・フィエロ
ボディーカラーはレッド。ショーン達が開発したロケットエンジンカーとして登場。テスト走行の末、一度は爆発したものの改良を加え、最終決戦のシーンでテズとローマンを乗せ宇宙へと打ち上げた。
シボレー・ノヴァ SS 1970年式
ボディーカラーはシルバーに黒いストライプが2本描かれている。トビリシにてレティ、ラムジーが搭乗。荷室に敵から奪取した強力なマグネット装置を搭載している。
日産
ダットサン・240Z（S30型）
ボディーカラーはオレンジ、一部はブラックに塗装されている。TRA京都ロケットバニーのボディキットを装着。ラストのロサンゼルスのシーンにて再建中のドミニクの自宅前に停車している。
日産・スカイラインGT-R 1999年式（BNR34型）
ボディーカラーはブルー。ブライアンが搭乗。第7作『SKY MISSION』に登場した日産・GT-R とナンバーが同一である。NISMOエアロ+Z−Tuneフェンダーに純正ハイマウント化ウイング、RAYS・ボルクレーシングTE37V装備。ラストのロサンゼルスのシーンにて再建中のドミニクの自宅に入ってくる。
トヨタ
トヨタ・86 2012年式（ZN6型）
ボディーカラーはレッド。エディンバラにてドミニクから追跡を受けたジェイコブが一般人から強奪し逃走を計るが、ラムジーが起動したマグネット装置により車ごと確保される。
トヨタ・スープラ 2020年式（DB/A90型）
ボディーカラーはオレンジをベースとし、一部はブラックに塗装されている特別仕様。19インチのHRE・FF04を履いている。トビリシにてハン、ミアが搭乗。荷室に敵から奪取した強力なマグネット装置を搭載している。
なお、撮影に用いられた個体のうち1台は日本においてイベント等で展示されたことがある。
その他
アキュラ・NSX 2018年式（NC1型）
ボディーカラーはシルバー。エディンバラにてテズ、ローマンが搭乗。
ジャガー・XE SV プロジェクト8 2019年式
ボディーカラーはブルー。エディンバラにてオットーが搭乗。
ノーブル・M600 2018年式
ボディーカラーはパープル。ロンドンにてクイーニーがキーを盗み、ドミニクと共に搭乗。
DAF・LF 2013年式
ボディーカラーはイエロー。エディンバラにてオットーの部下が搭乗。貨物トラックに偽装したもので、荷台には周辺の監視カメラを始めとする電子機器をダウンさせるために強力なマグネット装置を搭載している。運転席が空のところにドミニクからオットーの追跡を命じられたラムジーが偶然乗り込みマグネット装置を使いながら街中を爆走する。
ランドローバー・ディフェンダー
モンテキントにて複数台登場

### エディンバラのパーティーシーン
エディンバラのパーティーシーンでは数々のスーパーカーがモブ車として登場する。この車たちは英国のカーコレクターによって提供されたものである。
- TVR・サガリス
- ランボルギーニ・アヴェンタドールSVJ
- ロータス・エヴォーラ
- レクサス・LFA
- フェラーリ・ラフェラーリ
- アポロ・インテンサ エモツィオーネ

## 公開
当初、2019年4月19日にユニバーサル・ピクチャーズから全世界で公開される予定だったが、本シリーズのスピンオフ作品『ワイルド・スピード/スーパーコンボ』（2019年）の公開や、本作と同じユニバーサル・ピクチャーズ配給の『007/ノー・タイム・トゥ・ダイ』（2021年）の公開予定、さらに新型コロナウイルスの感染拡大の影響など、度重なる延期を経て、2021年6月25日に米国で公開、8月6日に日本国内で公開された。日本では、2021年度洋画興行収入最高の36.7億円を記録し、全体興行収入TOP10に洋画では唯一(10位)入った。

## 続編
2020年10月、シリーズが10作目と11作目で完結、ジャスティン・リンが引き続き監督を務め、キャスト陣も続投することが発表された。新たにジェイソン・モモアが悪役として出演し、またダニエラ・メルシオール、ブリー・ラーソンが出演する。
10作目『ワイルド・スピード/ファイヤーブースト』は2023年5月19日に全米公開。

## テレビ放映
| 回数 | 放送局     | 番組名           | 放送日        | 放送時間      | 放送分数 | 吹替版     | 平均世帯 視聴率 | 備考 |
| ---- | ---------- | ---------------- | ------------- | ------------- | -------- | ---------- | --------------- | ---- |
| 1    | 日本テレビ | 金曜ロードショー | 2023年5月12日 | 21:00 - 23:08 | 128分    | 劇場公開版 | 6.1%            |      |